# La Grande Depressione
La Grande Depressione è uno dei maggiori saggi economici dell'economista statunitense Murray N. Rothbard, il quale analizza la grande depressione del 1929 e le sue cause con gli occhi della scuola austriaca e applicando la teoria austriaca del ciclo economico.

## Breve sintesi
In questo libro Rothbard incolpa le politiche economiche interventiste del presidente Herbert Hoover quali cause principali della Grande Depressione. Rothbard espone la teoria austriaca del ciclo economico, spiegando come la manipolazione della moneta da parte del governo sia una delle basi della Grande Depressione e delle instabilità dei mercati attuali. Infine spiega nel dettaglio la politica inflazionistica della Federal Reserve dal 1921 al 1929, spiegando come la causa della crisi del 1929 non fu la speculazione, ma l'intervento del governo nel mercato.

## Contenuti

### Parte prima: La teoria del ciclo economico
- I. La teoria positiva del ciclo economico
- II. Critiche keynesiane alla teoria di Mises
- III. Alcune spiegazioni alternative della depressione: una critica

### Parte seconda: Il boom inflazionistico 1921 - 1929
- IV. I fattori inflazionistici
- V. Il processo inflazionistico
- VI. Teoria e inflazione: gli economisti e l'inganno della stabilità dei prezzi

### Parte terza: La Grande Depressione 1929 - 1933
- VII. Preludio alla grande depressione: Hoover e il laissez faire
- VIII. La depressione ha inizio: il Presidente Hoover prende il comando
- IX. Il 1930
- X. Il 1931: l'anno tragico
- XI. 1932: il New Deal di Hoover
- XII. La conclusione del mandato di Hoover

### Appendice
- Il settore pubblico e il prodotto nazionale dal 1929 al 1932

## Edizioni
- Murray N. Rothbard, La Grande Depressione, collana Biblioteca austriaca, Rubbettino Editore, 2006,  pp. 546, cap. 12, ISBN 88-498-1586-7.